# Kaj-Gustaf Bergh
Kaj-Gustaf Johan Bergh, född 20 december 1955 i Helsingfors, är en finländsk företagsledare.
Bergh blev diplomekonom 1979 och juris kandidat 1982. Han var administrativ chef på Kb von Konow & Co 1982–1983, administrativ chef på Ane Gyllenberg Ab 1984–1985, vice verkställande direktör för Oy Bensow Ab 1985–1986, verkställande direktör för Ane Gyllenberg Ab 1986–1998, direktör vid SEB Enskilda banken 1998–2001 och verkställande direktör för Konstsamfundet 2006–2018. 
Bergh var ordförande i styrelsen för Aktia Sparbank Abp 2005–2009, för Fiskars Oyj 2006–2014 och KSF Media Ab från 2007, för Ålandsbanken 2012–2013 och Sponda Abp från 2013. Han har även haft styrelseuppdrag i bland annat Oy City Forum Ab, Kelonia Ab, Ramirent Abp, Schildts & Söderströms Ab, Julius Tallberg Ab, Veritas Pensionsförsäkring, Wärtsilä Abp, Västra Nylands tidningar Ab och Östra Nylands tidningar Ab.